# Ирис сибирский

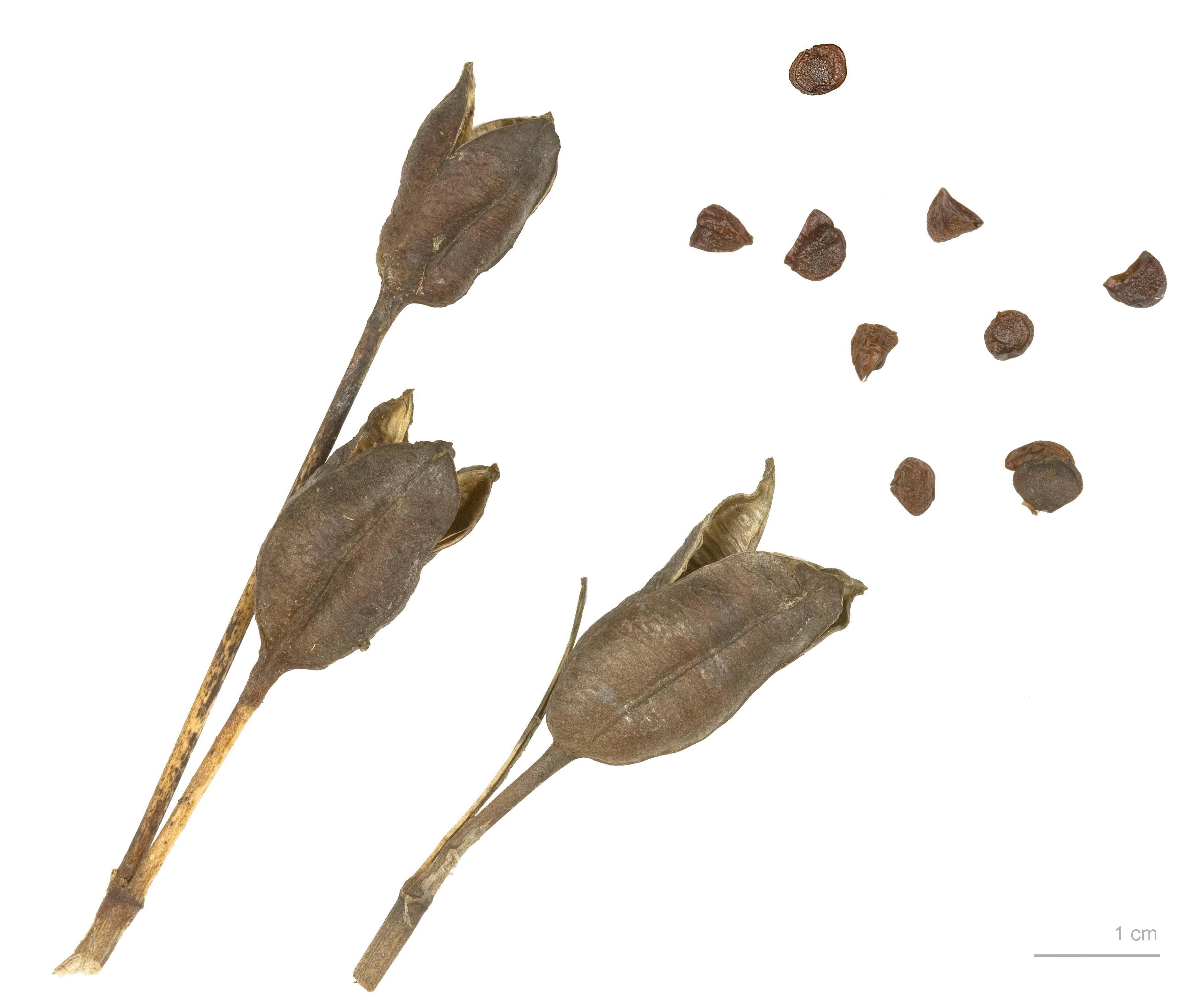
Плоды и семена

И́рис сиби́рский, или Каса́тик сибирский (лат. Íris sibírica) — многолетнее корневищное растение; вид рода Ирис (Iris), подрода Limniris, секции Limniris, серии Sibiricae, подсерии Sibiricae; произрастающий в Восточной и Центральной Европе и Северной Азии.

## Описание
Ирис сибирский — травянистое многолетнее растение, достигающее высоты 70—110 см.
Листья обычно значительно короче стебля, линейные, зелёные, не жёсткие, до 50—80 см длиной и 4 см шириной.
Цветки характерные для ирисов, каждый цветок 4—7 см в диаметре, фиолетово-синие, часто с бледно-молочным или желтоватым центром, с наружными долями характерной удлинённой формы без резкого перехода пластинки в ноготок.

## Сорта
Современные сибирские ирисы — это результат внутривидового отбора или, значительно чаще, гибриды примерно одиннадцати видов (точное число под вопросом), которые составляют серию Сибирские ирисы (лат. Sibiricae).
Обычно высота сортовых сибирских ирисов от 60 см до 120 см. Существуют и карликовые сорта. Цветки могут быть голубыми, пурпурными, красно-фиолетовыми и жёлтыми, в окраске могут присутствовать коричневые и оранжевые оттенки. Помимо привлекательных цветков сибирские ирисы популярны из-за высокой декоративности листьев на протяжении всего срока вегетации.
Организацией, регистрирующей новые сорта, является Американское общество ирисоводов (American Iris Society - AIS).

## Агротехника
Сибирские ирисы требуют минимального ухода и являются одними из самых выносливых многолетних растений.
Зоны морозостойкости: 3—9.
Сроки цветения примерно совпадают со сроками цветения бородатых ирисов.
Выбор местоположения определяется тем, что сибирским ирисам требуется полдня и более прямого солнечного света и умеренно влажная почва.
Оптимальная кислотность почвы pH=5,5—6,5. Посадку осуществляют таким образом, чтобы от верхней части корневища до поверхности почвы было около 2 см. В районах с холодным климатом рекомендуется осеннее мульчирование почвы.
Старые растения могут быть разделены и пересажены, когда ухудшается их цветение, как правило, в возрасте 4—10 лет. В зонах 3—5 пересадку лучше проводить весной, в зонах 6—9 — в начале осени. Осенью, после отмирания листвы, её рекомендуется срезать и удалить из сада.

## Охрана
Ирис сибирский включён в Красную книгу Республики Беларусь 1-го, 2-го и ещё одного 2-го изданий (1981, 1993, 2006). В 2014 году снова был включён в список подлежащих охране видов. Охраняется в Латвии, Литве, Эстонии, России и на Украине.